# Hans Meinshausen

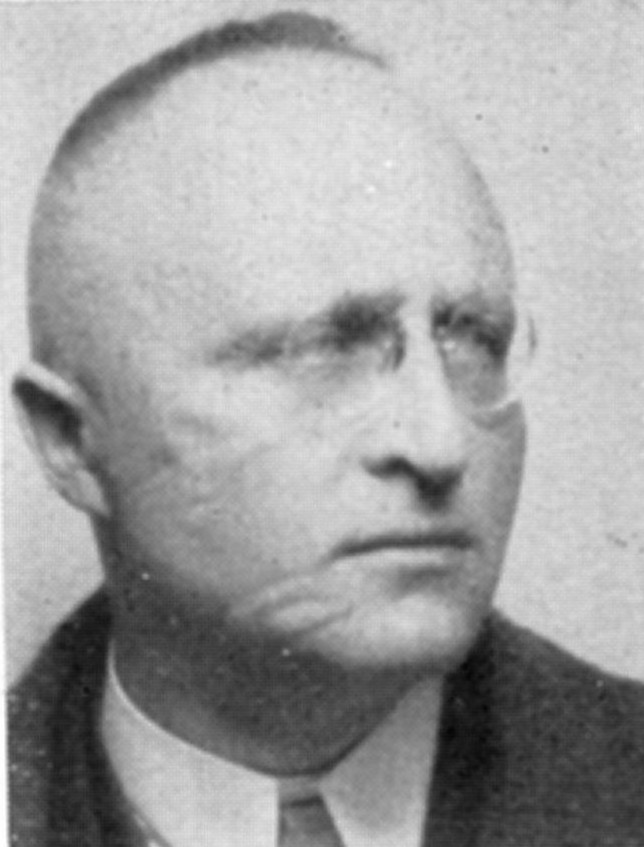
Hans Meinshausen, um 1933

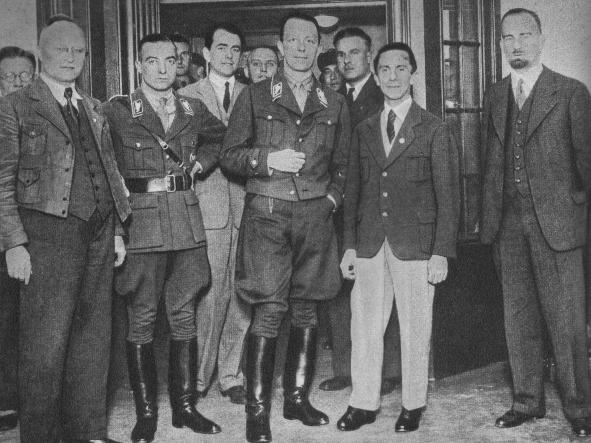
Hans Meinshausen (ganz links) mit anderen NS-Funktionären bei der Einweihung des Gauhauses der NSDAP in der Voßstraße in Berlin. Neben ihm: Karl Ernst, Albert Speer, Wolf-Heinrich von Helldorff, Joseph Goebbels und Karl Hanke.

Hans Meinshausen (* 23. Februar 1889 in Eschwege; † 19. Oktober 1948 in Dresden) war ein deutscher Politiker (NSDAP). 

## Ausbildung
Meinshausen wurde als Sohn eines Rechtsanwalts geboren. Nach dem Besuch der Volksschule und des Gymnasiums in Eschwege wechselte er zum Gymnasium Philippinum in Marburg (unter Gottfried Friedrich Aly) und nach einem Consilium abeundi nach Neuhaldensleben. Er studierte von 1908 bis 1914 Geschichte, Deutsch, Philosophie und Staatswissenschaft in Marburg, Berlin und Greifswald. Während seines Studiums gehörte Meinshausen einer schlagenden Studentenverbindung an. Die Mensurnarben, die er von seinen Kämpfen davontrug, waren noch in späteren Jahren deutlich zu sehen. 1914 legte Meinshausen das erste Staatsexamen für das höhere Lehramt ab.
Ab 1914 nahm Meinshausen als Kriegsfreiwilliger am Ersten Weltkrieg teil, in dem er unter anderem in Flandern, Mazedonien, Russland, Italien und Frankreich kämpfte. Im Krieg wurde er zweimal verwundet und mit dem Eisernen Kreuz beider Klassen ausgezeichnet.
Nach der Rückkehr aus dem Krieg – im Rang eines Leutnants der Reserve im Reservejägerbataillon Nr. 1 – promovierte Meinshausen 1919 in Greifswald zum Dr. phil. 1920 wurde er Schriftleiter der Rheinisch Westfälischen Zeitung. Danach arbeitete er als Studienassessor an Schulen in Homburg vor der Höhe, in Bad Ems und in Marburg (wiederum Phillipinum), wo er als Schüler des Hauses verwiesen worden war. Solcherart „Rückkehr durch die Vordertür“ blieb kein Einzelfall in seinem Leben. 1923 wurde er von den Franzosen aus dem besetzten Ruhrgebiet ausgewiesen. 1924 heiratete Meinshausen. Aus der Ehe gingen zwei Töchter und zwei Söhne hervor. Nach seinem Wechsel nach Berlin arbeitete er als Fachfunktionär für die Belange der Studienassessoren im höheren Schulwesen.
1926 wurde Meinshausen Studienrat in Berlin-Charlottenburg.

## Mitgliedschaft und Arbeit in der NSDAP
Zum 1. August 1929 trat Meinshausen in die NSDAP ein (Mitgliedsnummer 143.731). Ein Jahr später wurde er wegen seiner Betätigung für die NSDAP aus dem Schuldienst suspendiert und im anschließenden Disziplinarverfahren entlassen. Das Urteil wurde später im September 1932 aufgehoben. Von 1930 bis 1933 amtierte Meinshausen als Stellvertreter des Gauleiters von Berlin Joseph Goebbels. Meinshausens Sekretärin während dieser Zeit war Magda Quandt, die spätere Ehefrau von Goebbels. Seit 1931 war er Reichsredner der NSDAP.
Im April 1932 wurde Meinshausen Mitglied des Preußischen Landtages. Bei der Reichstagswahl vom Juli desselben Jahres wurde er erstmals in den Reichstag gewählt, in dem er zunächst den Wahlkreis 3 (Potsdam II) vertrat, und dem er fortan ohne Unterbrechung bis zum November des Jahres 1933 angehörte. Sein Mandat für den Preußischen Landtag legte er im August 1932 wegen seiner Wahl in den Reichstag nieder. Bei der Reichstagswahl vom März 1933 wechselte er seinen Wahlkreis und war fortan Abgeordneter für den Wahlkreis 2 (Berlin). Das wichtigste parlamentarische Ereignis, an dem Meinshausen während seiner Abgeordnetenzeit beteiligt war, war die Verabschiedung des Ermächtigungsgesetzes im März 1933, das unter anderem auch mit seiner Stimme beschlossen wurde.
Am 13. März 1933 wurde Meinshausen „Staatskommissar zur Wahrnehmung der Geschäfte des Stadtschulrats“. In dieser Funktion war Meinshausen zuständig für die „Äußere Schulaufsicht“ (Schulbaupläne, Pflichtstundenregelung, Lehrerfortbildung, Lehrmittelwesen etc.). Die „Innere Schulaufsicht“ lag beim Oberpräsidenten von Brandenburg und Berlin. Gleichzeitig wirkte er bei den Eingriffen im Rahmen des Gesetzes zur Wiederherstellung des Berufsbeamtentums vom 7. April 1933 mit: Umsetzung, Beurlaubung, Herabstufung, Entlassung von Sozialisten, Juden und solchen, „die nicht rückhaltlos“ für das Reich der Nationalsozialisten eintraten. Konkrete Verfolgung gegenüber Gruppen und Einzelpersonen ist nicht bekannt.
Trotz einer biografischen Studie von 1934, die ihn als „Mann des Führers“ beschrieb, zerfiel sein Verhältnis zu Joseph Goebbels, dem Reichsminister für Volksaufklärung und Propaganda. Eine weitergehende Karriere entwickelte sich nicht. Nach der Verfestigung der Nazi-Macht wurden seine Spuren dünner. 1940 bis 1943 diente Meinshausen in der Wehrmacht, zuletzt als Hauptmann in einem Nachschubbataillon an der Ostfront bei Smolensk.
Nach seiner Rückkehr nach Berlin gelang ihm eine erneute Annäherung an das Wirkungsfeld von Goebbels nicht. Vielmehr wurde er auf dessen Wunsch aus Berlin entfernt und zum kommissarischen Oberbürgermeister von Görlitz (an der Neiße) berufen. Die Zeit des Kriegsendes begleitete er dort mit den üblichen Forderungen nach Endsieg, Durchhalten und Treue. Verbrecherische Entscheidungen gegenüber Soldaten und Bürgern sind ebenso wenig bekannt wie gegenüber den Insassen des Lagers Biesnitzer Grund, einem Außenlager des KZ Groß-Rosen. Er versorgte die Flüchtlingsströme vor der herannahenden 1. Ukrainischen Front von Iwan Konew und sorgte für die Evakuierung der Görlitzer Bevölkerung, was ihm später als „Zwangsevakuierung“ und Verbrechen gegenüber der Bevölkerung zum Vorwurf gemacht wurde. Am 10. Mai 1945 geriet er in amerikanische Gefangenschaft.

## Internierung und Prozess
Im Internierungslager Darmstadt (Hessen) sah Meinshausen 1947 seiner Entlassung entgegen, als die Justizbehörden in Sachsen mit Unterstützung der Sowjetischen Militäradministration SMAD seine Auslieferung verlangten „wegen Verbrechen gegen die Menschlichkeit“ in der Görlitzer Zeit: Erschießungen, Sprengungen, Zwangsevakuierung und Tyrannisierung der Bevölkerung. Im gleichen Sinne verfuhr man gegenüber Bruno Malitz, dem ehemaligen Kreisleiter der NSDAP in Görlitz, der in Bremen interniert war, nachdem er dort auf Grund falscher Fragebogenaussagen bereits das Amt eines Abteilungsleiters in der Verwaltung bekleidet hatte. Nach einigem Zögern stimmte die amerikanische Besatzungsverwaltung unter General Lucius D. Clay zu und Malitz und Meinshausen wurden im Dezember 1947 ausgeliefert, um in Görlitz vor Gericht gestellt zu werden.
Im April 1948 kam es zu einem mehr als zweiwöchigen Schauprozess vor zeitweise 2300 Teilnehmern in der dortigen Stadthalle. Im Prozess war ihm Carl-Albert Brüll als Verteidiger zugewiesen; die Abteilung K 5 der Kriminalpolizei – zuständig  für die Entnazifizierungsmaßnahmen – übernahm die Lenkung von Staatsanwalt und Gerichtsvorsitz sowie der Ausgestaltung des äußeren Rahmens in einem justiziellen Bühnenstück. Namentlich Karl Mellmann von der K 5 steuerte die Vorgänge, setzte zusammen mit dem Generalstaatsanwalt Rolf Helm die Personen am Richtertisch unter Druck, sorgte für selektives Beweismaterial und Zeugenaussagen und die Schaffung einer passenden Stimmungslage: „Die Unterdrücker der Menschheit strafen ist Gnade, ihnen verzeihen ist Barbarei“ (Büchners Danton).
Dieser Prozess an der Schnittstelle zweier Diktaturen erprobte die Durchsetzung der Parteiinteressen gegenüber der Justiz und unterstützte den Stalinisierungsprozess in der sowjetischen Besatzungszone und ab Sommer 1949 in der frühen DDR. Die parteikonformen Medien, namentlich das Neue Deutschland, sorgten für die notwendige Kampagne. Noch 1983 wiederholte eine Publikation in Berlin (West) die Falschaussagen des Neuen Deutschland vom April 1948. Nichts hatte die offenkundigen Absichten der Als-Ob-Justiz einer neuartigen „Demokratie“ stoppen können. Die SED wollte ein „Nürnberg der Zone“. Am vorletzten Prozesstag trat noch Walter Ulbricht als Zeuge gegen Meinshausen auf und stellte einen Bezug her zu der Saalschlacht von 1932 in Berlin-Friedrichshain.
Das Todesurteil vom 22. April und die Hinrichtung am 19. Oktober 1948 (zusammen mit Bruno Malitz) am Münchner Platz in Dresden erfolgte nicht (mehr) wegen „schwerster Verbrechen gegen die Bevölkerung“ (mit Ausnahme der „Zwangsevakuierung“ vor der heranrückenden Front), sondern wegen der allgemeinen Mitschuld am NS-System und „vorsorglich“ zum Schutz vor einem versierten Propagandisten.
„What’s the story behind this?“ So hatte jemand von der US Army zwischendurch schon einmal gefragt. Es ging um ein „Pilotprojekt“ der politischen Polizei in Abstimmung mit Walter Ulbricht und Erich Mielke zur Machtdurchsetzung gegenüber der Justiz und der Bevölkerung – auf dem Weg in die bald zu gründende DDR und zum künftigen Ministerium für Staatssicherheit.

## Schriften
- Die Befugnisse des Kaisers in der Deutschen Reichsverfassung von 1871 (...). Greifswald 1919 (Dissertation).
- Erziehung zum dritten Reich. Reden und Aufsätze,. Berlin 1934.
- Vorwort des Herausgebers. In: Erzieher Groß-Berlins. Verzeichnis der Lehrkräfte, Lehranstalten, Schulbehörden und Parteidienststellen. Berlin 1935.
- Der nationalpolitische Unterricht. Ein Handbuch für den Lehrer. 8 Bde., Frankfurt am Main 1934 (Hrsg.).
- Deutsches Lesebuch für Jungen. 5 Bde., Frankfurt am Main 1939 (Hrsg.).
- Beiträge in Deutsches Philologen-Blatt.